# 鄭仁旻
鄭仁旻（889年—926年），亦作郑旻、郑仁明，大长和国第二代皇帝，鄭買嗣之子。
909年，鄭買嗣死后，郑仁旻嗣位，改元孝治。又先后使用过始元、天瑞、景星、安和、贞佑、初历等年号。914年，鄭仁旻发动了对前蜀的战争，被蜀高祖王建所败，溺水死者万余人。924年，派遣布燮郑昭淳携朱鬃白马求婚向南汉，获汉烈宗刘隐之女增城公主。926年，服金丹暴卒，谥号肃文皇帝（肃文太上皇帝）。其子鄭隆亶嗣位。

## 家庭
- 妻子增城公主刘氏，五代十国南汉烈宗刘隐之女[2]。